# Noguera

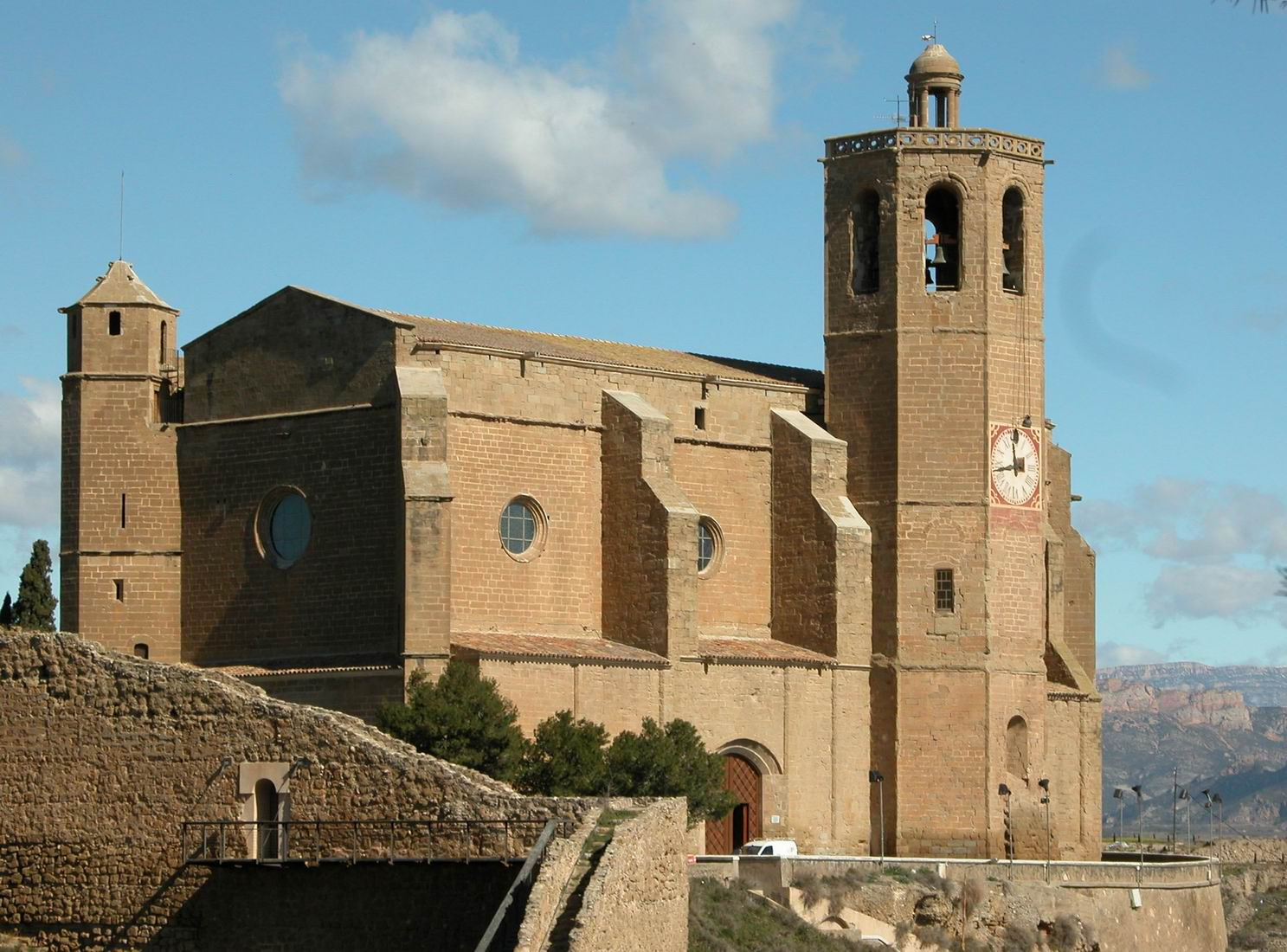
Balaguer

Noguera járás (comarca) Katalóniában, Lleida tartományban. Noguera Pallars Jussà, Alt Urgell, Solsonès, Segarra, Urgell, Pla d’Urgell, Segrià, Ribagorza és La Litera comarcákkal határos.

## Települések
A települések utáni szám a népességet mutatja. Az adatok 2001 szerintiek.
- Àger - 497
- Albesa - 1 523
- Algerri - 507
- Alòs de Balaguer - 167
- Artesa de Segre - 3 413
- Les Avellanes i Santa Linya - 475
- Balaguer - 14 068
- La Baronia de Rialb - 285
- Bellcaire d’Urgell - 1 215
- Bellmunt d’Urgell - 232
- Cabanabona - 96
- Camarasa - 886
- Castelló de Farfanya - 570
- Cubells - 381
- Foradada - 209
- Ivars de Noguera - 340
- Menàrguens - 830
- Montgai - 819
- Oliola - 283
- Os de Balaguer - 822
- Penelles - 538
- Ponts - 2 366
- Preixens - 522
- La Sentiu de Sió - 469
- Tiurana - 30
- Torrelameu - 578
- Térmens - 1 394
- Vallfogona de Balaguer - 1 511
- Vilanova de Meià - 423
- Vilanova de l’Aguda - 256